# Ник Џелилај
Крешник Џелилај (алб. Kreshnik Xhelilaj; Тирана, 5. март 1983) албански је глумац. Познат је по улози Фиртине Појраза у серији Фатална љубав (2023—данас).

## Биографија
Рођен је 5. марта 1983. у Тирани. Отац му је из Валоне, а мајка из Тепелене. Родитељи су му по професији високи војни официри. Тако је са 14 година, такође захваљујући очевом интересовању, отишао у Истанбул да похађа средњу војну школу. Међутим након 4 месеца је одлучио да одустане од војне каријере и врати се у Албанију.

## Филмографија
| Улоге Ника Џелилаја |               |               |                 |          |
| Година              | Српски назив  | Изворни назив | Улога           | Напомена |
| 2023—данас          | Фатална љубав |               | Фиритина Појраз |          |